# Орон (река)
Орон (фр. Auron) је река у Француској. Дуга је 77 km. Улива се у Yèvre. 